# خورخي أورتيز
خورخي أورتيز (بالإسبانية: Jorge Ortiz) هو فنان قتال مختلط مكسيكي، ولد في عقد 1970 في تشيهواهوا في المكسيك.

## وصلات خارجية
- خورخي أورتيز على موقع بيلاتور (الإنجليزية)
- خورخي أورتيز على موقع شيردوغ (الإنجليزية)